# Austropallene tcherniai
Austropallene tcherniai is een zeespin uit de familie Callipallenidae. De soort behoort tot het geslacht Austropallene. Austropallene tcherniai werd in 1952 voor het eerst wetenschappelijk beschreven door Fage. 